# Albano José Garrido Pais de Sousa
Albano José Garrido Pais de Sousa (Cantanhede, 21 de julho de 1925 - Cantanhede, 20 de julho de 2013 (87 anos) foi um Advogado e Presidente de Câmara Municipal de Cantanhede.

## Biografia
Nasceu em Cantanhede, filho de João Pais de Sousa e Maria Celeste Torres Garrido.
Casou com Maria de Lurdes Miranda Garrido (Cantanhede, 9 de Maio de 1929 - Coimbra, 12 de Março de 2016).

## Carreira
Licenciado em Direito (Ciências Jurídicas) pela Faculdade de Direito da Universidade de Coimbra, em 1949. Exerceu a profissão de Advogado ao longo de mais de cinquenta anos, com escritórios em Cantanhede e em Coimbra.

### Cargos desempenhados
Presidente da Câmara Municipal de Cantanhede, de 1977-1979 e 1983-1994. Presidente do Conselho Regional de Coimbra da Ordem dos Advogados de 1979-1981. Vogal do Conselho de Jurisdição Nacional do PPD em 1975-1976; - Presidente da Comissão Política Distrital do PSD de Coimbra (1981-1984). Membro da Comissão Política Nacional do PPD/ PSD em 1984-1985. Representante de Portugal no Conselho da Europa (Conferência dos Poderes Locais e Regionais da Europa) de 1977 a 1979.

### Louvores
Por deliberação do Conselho Geral da Ordem dos Advogados de 10 de dezembro de 2013, foi-lhe concedida a título póstumo a Medalha de Honra da Ordem dos Advogados, em face do seu “elevado mérito e honorabilidade no exercício da advocacia”.
Medalha de Ouro da Cidade de Cantanhede.
Em 2020 o município de Cantanhede inaugurou uma das principais vias da cidade com o seu nome.